# Czesław Kiszczak
Czesław Jan Kiszczak, né le 19 octobre 1925 à Roczyny (près de Bielsko-Biała) et mort le 5 novembre 2015 à Varsovie (voïvodie de Mazovie), est un général et homme d'État polonais.

## Biographie
Après avoir adhéré au parti ouvrier polonais en 1945, il rejoint le Parti ouvrier unifié polonais en 1948. En 1954, il devient général et ministre de la Défense, puis dirige les services de contre-espionnage (Wojskowa Służba Wewnętrzna) en 1957.
Au cours des années 1980, il est le chef des services secrets Służba Bezpieczeństwa. En 1981, il applique l'État de guerre décidé par le général Wojciech Jaruzelski. En 1985, il dirige l'opération « Hiacynt », qui se solde par le fichage de 11 000 homosexuels.

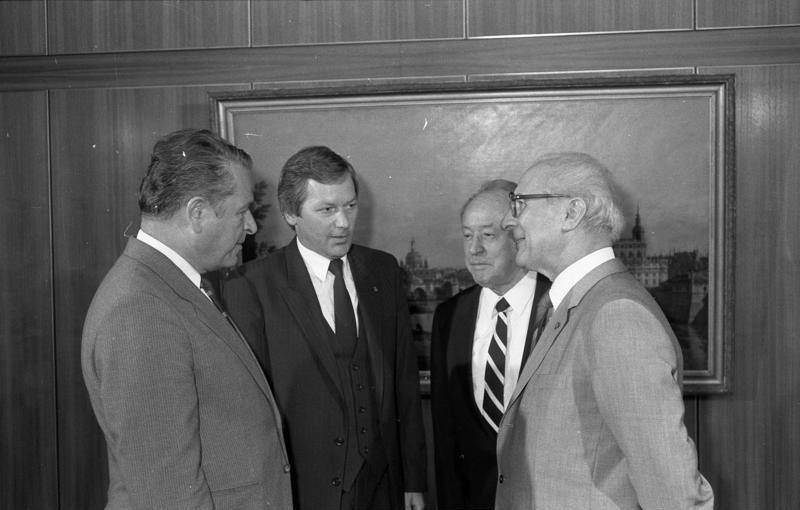
Czesław Kiszczak et le président de la RDA Erich Honecker (à droite) à Berlin (1988).

Dernier chef de gouvernement communiste, il est nommé le 2 août 1989 par le général Jaruzelski, devenu quelques jours plus tôt « président de la République populaire de Pologne » à la faveur des accords conclus avec l'opposition et ayant débouché sur des élections partiellement libres. Incapable de former un gouvernement, il doit laisser la place à Tadeusz Mazowiecki, nommé le 19 août. Les négociations aboutissent à un gouvernement de coalition, dirigé par Mazowiecki, et investi 5 jours plus tard à une écrasante majorité par les députés. Czesław Kiszczak y occupe le poste de vice-président du Conseil des ministres et de ministre des Affaires étrangères, c'est l'un des quatre ministres communistes (représentant le POUP) à demeurer dans ce gouvernement de transition.